# Лечење саструганим прахом са фресака
Лечење саструганим прахом са фресака, билa је једна од, на надрилекарству заснованих метода, и уједно један од облика вандализма према православним светињама у средњовековној Србији, али и каснијим епохама. Обичај је настао у 14, веку, и био је заснован на легенди о чудотворном излечењу вида ослепелог Стефана Уроша III Немањића, прахом из ископаних очију светих прилика насликаних по зидовима манастирских цркава.

## Предуслови
Ова метода лечења везана је за легенду о Стефану Урошу III Немањићу Дечанском (1276 — 1331) који је био краљ Србије, из породице Немањића, син краља Милутина (1282 — 1321), а отац Душана Силног (око 1308 — 1355).  Српска православна црква га је канонизовала као светог краља.
Легенда почиње када се управник у Зети Стефан Урош III побунио против оца Милутина, о чему постоји мало података. Побуна Уроша III била је 1313. или 1314. и вероватно када је помислио да је угрожено његово право да наследи престо. Према Даниловом зборнику Стефана Уроша III је на побуну наговорила његова властела. Милутин је, скупивши војску кренуо на сина, који се пред очевом силом повукао преко Бојане. Архиепископ Данило II у свом делу „Житија српских краљева и архиепископа" пише да је Милутин тада сину понудио преговоре и да је Стефан дирнут понудом отишао оцу и молио за опроштење. Међутим, када се Милутин дочепао Стефана није имао милости. Стефан Урош III је био окован и прво послат у Скопље где је ослепљен, а потом послат у Цариград у манастир Пантократор.
Ипак, Стефан Урош III није био потпуно ослепљен. Извршилац казне био је поткупљен, или је Стефана ослепио само делимично (јер усијани леген није пробио зенице), па је Стефан Урош III из страха од краља Милутина до његове смрти носио повез преко очију.

## Легенда о чудотворном излечењу прахом са фресака
Славимир Настасијевић у роману "Стефан Душан" о овом догађају пише: 
Када се Стефан Урош (III), ослепљн син краља Милутина, вратио из заточеништва у Цариграду, пронела се вест кроз српске земље да је, с божјом помоћи, прогледао. Та прича имала је једну основу а три смера. Међу меропсима, парикама и скитницама говорило се да је принц још у Цариграду прогледао и то у тренутку када га је цар Андроник II испраћао за Србију.
Прва прича
По овој причи некакав стари хаџија дао је, Стефану Дечанском да ставља у очи прах ископан из очију светих отаца фрескописаних по зидовима манастирских цркава, тврдећи да од тог праха слепи прогледају, па је прогледао и Стефан, син краља Милутина.
Од честог понављања, и преношења са колена на колено, ова прича се најдуже одржала и од дуготрајног понављања добила је облик истине.
Друга прича

Ова прича испредала се међу властелом након што је по доласка из заточеништва, стао пред свога оца, који је видевши ослепљеног сина, а под притиском савести, пао на колена и завапио: 
Господе, смилуј се мени грешном! Ево, ојађени родитељ на коленима моли свога сина мученика да опрости старцу за зло које му нанесох, јер падох под власт сотоне!

По једнима, господ се смиловао. По другима, син је од узбуђења погледао. 
А трећи, који су били присутни сусрету, са огорчењем су говорили и клели се у своје очи да су видели подмукли осмех око Стефанових уста, а у његовим очима пакостан сјај. Они су тврдили да принц није дошао слеп из Цариграда, а неки да није тамо отишао ослепљен....
Трећа прича
Неки хроничари оног доба бележе да Стефан није ни био ослепљен, јер је cornifex coruptus mito (како су у том историјском раздобљу Французи називали подмићене џелате), пропустио да му прободе зеницу, и да принц није био слеп, или бар не сасвим, и да се годинама претварао да је слеп.
Прва прича, о чудотворном праху са фресака, калуђерима је највише одговарала, и они су одговорни што се она одржала у народу, јер се сматрала као чудо, премда је и друга о кајању Стефановог оца наводила на „божљу промисао". За трећу причу која се највише проповедала међу властелом прост народ није знао, а властела се на њу није обазирала. А подмићени џелат је највероватни ћутао у страху од казне.
Како се на двору говорило да је прича о чудотворном праху потекла из уста самог Стефана, пронела се кроз народ и као целовита истина усталила се међу дворанима и велможама. На двору се нико није усуђивао да јавно испољи сумњу.

## Последице празноверја потеклог из легенде
Како је јагма за прахом саструганим са манастирских фресак попримила велике размере, калуђери, иако су славили Стефана и његово „чудно излечење", 
приклањајући се вољи господњој, стражарили су и дању и ноћу по црквама чувајући с батинама у рукама свете прилике насликане по зидинама. Јер исцелиоци, продавци светога праха, ницаху на све стране.
Од тог времена, до данашњег дана надрилекари и прости свет копају по зидовима манастира и цркава и из очију насликаних светаца ваде малтер и од њега праве свети прах који продају и користе за лечење слепих и слабовидих
Као последица ове легенда вековима до данашњег дана уништаване су фреске светаца на зидинама манастира. Тако је уништавана култура Срба, српских манастира и цркава, чија вредност је са сакралног и културолошког становишта од непроцењиве вредности. Док су резултати лечења били на нивоу преваре или паранауке.
Неке су фреске временом обновљовене, али у многим српских цркава и манастира и данас се могу наћи и видети призори саструганих делова са фреска.